# Tasmanentulus
Tasmanentulus – rodzaj pierwogonków z rzędu Acerentomata i rodziny Acerentomidae.

## Taksonomia
Rodzaj ten opisany został w 1984 roku przez Sørena Ludviga Tuxena. Gatunkiem typowym jest Gracilentulus tasmanicus. 

## Opis
Rodzaj ten obejmuje Acerentomidae o zredukowanej rowkowanej przepasce (rowki mogą być jednak mniej lub bardziej widoczne). Głaszczki wargowe zredukowane, z 4 szczecinkami i jedną sensilla. Druga i trzecia para odnóży odwłokowych z 2 szczecinkami: dłuższą przedwierzchołkową i długości ponad ½ tamtej, boczno-wierzchołkową. Sensilla t1 na przednich stopach maczugowata, t3 o bokach mniej lub bardziej równoległych, a b′ obecna lub nieobecna. Sternum VIII z 2 szczecinkami w tylnym rzędzie. Acrostylum samic krótkie i spiuczaste.

## Występowanie
Przedstawiciele rodzaju zamieszkują Australię, Tasmanię i Wyspę Południową Nowej Zelandii.

## Systematyka
Opisano dotąd 3 gatunki z tego rodzaju:
- Tasmanentulus intermedius Tuxen, 1986
- Tasmanentulus similis (Tuxen, 1967)
- Tasmanentulus tasmanicus (Tuxen, 1967)